# 哥林·史戴斯
哥林·約翰·史戴斯（Callum John Styles，2000年3月28日—），生於英國貝利，匈牙利足球運動員，司職中場，現效力於英冠球隊西布朗。匈牙利國家足球隊成員。

## 球員生涯
哥林史戴斯生於英國貝利，在貝利學院結束後， 他在2016年5月8日賽季的最後一場賽事中，職業生涯首次為貝利足球會亮相，在75分鐘後備入替安東尼·杜德利，最終協助貝利以3–2勝出，在首度亮相後，他成為首個在2000年出生的英格蘭聯賽出場球員，可是由於貝利在他首次上陣時並沒有正確地註冊，結果貝利在事後被扣除3分。

## 生涯數據
最後更新：2017年9月12日 
| 球會     | 球季     | 聯賽     | 聯賽 | 聯賽 | 足總盃 | 足總盃 | 聯賽盃 | 聯賽盃 | 其他 | 其他 | 合計 | 合計 |
| 球會     | 球季     | 級別     | 上陣 | 入球 | 上陣   | 入球   | 上陣   | 入球   | 上陣 | 入球 | 上陣 | 入球 |
| -------- | -------- | -------- | ---- | ---- | ------ | ------ | ------ | ------ | ---- | ---- | ---- | ---- |
| 貝利     | 2015–16  | 英甲     | 1    | 0    | 0      | 0      | 0      | 0      | 0    | 0    | 1    | 0    |
| 貝利     | 2016–17  | 英甲     | 13   | 0    | 0      | 0      | 0      | 0      | 0    | 0    | 13   | 0    |
| 貝利     | 2017–18  | 英甲     | 1    | 0    | 0      | 0      | 0      | 0      | 0    | 0    | 1    | 0    |
| 生涯合計 | 生涯合計 | 生涯合計 | 15   | 0    | 0      | 0      | 0      | 0      | 0    | 0    | 15   | 0    |

## 外部連結
- 足球数据库：哥林·史戴斯的球员统计数据